# Haliclona glacialis
Haliclona glacialis är en svampdjursart som först beskrevs av Jörn Hentschel 1916.  Haliclona glacialis ingår i släktet Haliclona och familjen Chalinidae.
Artens utbredningsområde är Svalbard. Inga underarter finns listade i Catalogue of Life.